# MTV Europe Music Award al miglior artista belga
L'MTV Europe Music Award al miglior artista belga (MTV Europe Music Award for Best Belgian Act) era uno dei premi degli MTV Europe Music Awards, assegnato dal 2011 al 2020.
Tra il 2004 al 2010 i candidati del premio sono stati affiancati a quelli appartenenti ai Paesi Bassi, ritrovandosi così nella categoria MTV EMA al miglior artista Paesi Bassi e Belgio.

## Albo d'oro

### Anni 2010
| Anno | Vincitore                 | Nominati                                                         |
| ---- | ------------------------- | ---------------------------------------------------------------- |
| 2011 | DEUS                      | - Goose - Stromae - The Subs - Triggerfinger                     |
| 2012 | Milow                     | - DEUS - Netsky - Selah Sue - Triggerfinger                      |
| 2013 | Stromae                   | - Lazy Jay - Netsky - Ozark Henry - Trixie Whitley               |
| 2014 | Dimitri Vegas & Like Mike | - Stromae - Netsky - Triggerfinger - The Oddword                 |
| 2015 | Dimitri Vegas & Like Mike | - Selah Sue - Lost Frequencies - Netsky - Oscar & The Wolf       |
| 2016 | Emma Bale                 | - Lost Frequencies - Laura Tesoro - Woodie Smalls - Tourist LeMC |
| 2017 | Loïc Nottet               | - Bazart - Coely - Lost Frequencies - Oscar & The Wolf           |
| 2018 | Dimitri Vegas & Like Mike | - Emma Bale - Angèle - Warhola - Dvtch Norris                    |